# Эйдус, Предраг
Предраг Эйдус (серб. Предраг Ејдус; 24 июля 1947, Белград, СФРЮ — 28 сентября 2018, Белград, Сербия) — сербский и югославский актёр театра, кино и телевидения, педагог.

## Биография
Родился в семье еврея и матери — сербки. С 1962 до 1968 года — актёр любительского театра. В 1972 году окончил Факультет драматического искусства Академии театрального искусства в Белграде.
С 1972 по 1993 год — актёр столичного Национального театра. Был исполняющим обязанности режиссёра драмы в Национальном театре. Затем, выступал в Югославском драматическом театре.
Играл на сценах театров по всей бывшей Югославии — в Белграде, Нови-Саде, Суботице, Загребе, и за рубежом - в Германии, Франции, Канаде, США, Венгрии, Швейцарии и др.
С 1985 по 1989 год был президентом Общества театральных деятелей Сербии. Член Демократической партии Сербии.
С 2001 г. — доцент, с 2006 г.— профессор, преподавал курс актёрского мастерства на театральном факультете Музыкальной академии в Белграде.
За годы карьеры участвовал в более, чем 200 театральных постановках, снялся в 156 фильмах и телесериалах, исполнил более 200 ролей в радиопостановках, записанных для Радио Белград.
Получил множество актёрских наград.

## Избранная фильмография
- 2015 — Брат Дэян
- 2008 — Королевство Сербия
- 2007 — Театр в доме
- 2004 — Падение в Рай
- 1995 — Чужая Америка
- 1995 — Тёмная ночь
- 1995 — Преднамеренное убийство — доктор Цветкович
- 1994 — Вуковар — Степан
- 1992 — Аргентинское танго
- 1991 — Контрабас
- 1989 — Последний круг в Монце[серб.]
- 1987 — Тайный дневник Зигмунда Фрейда
- 1986 — Бал на воде
- 1980—1981 — Светозар Маркович — Алекса Кнежевич
- 1976 — Четыре дня до смерти — Никола Хечимович
- 1976 — На грани провала | Возвращение списанных — Мали